# SpVgg Finsterwalde
SpVgg Finsterwalde is een Duitse voetbalclub uit Finsterwalde in de deelstaat Brandenburg.

## Geschiedenis
De club werd in 1912 opgericht als Finsterwalder BC, later werd de naam VfB Finsterwalde aangenomen. In 1913 werd Vorwärts Finsterwalde opgericht dat kort daarop de naam FC Sparta Finsterwalde aannam. Deze club speelde in 1914 de finale om de promotie naar de hoogste klasse van de Neder-Lausitzse competitie, maar verloor deze van SV Wacker Ströbitz met 7-2. De Eerste Wereldoorlog zorgde ervoor dat de activiteiten enkele jaren gestaakt werden. Op 8 augustus 1924 fuseerden Sparta en VfB tot SpVgg Finsterwalde. 
De club speelde verder in de tweede klasse en werd in 1928 tweede achter VfB Weißwasser. De volgende jaren eindigde de club in de lagere middenmoot en in 1931 degradeerde de club zelfs. Na één seizoen keerde de club terug en werd dan voorlaatste. Na de herstructurering van de competitie en de invoering van de Gauliga in 1933 zakte de club verder weg. 
Na de Tweede Wereldoorlog werden alle Duitse clubs ontbonden. De club werd heropgericht als SG Finsterwalde-Mitte. Nadat de club in 1949 de naam Einheit Finsterwalde aannam werden ze later dat jaar deel van de BSG FIMAG Finsterwalde. In 1953 werd de naam BSG Motor Finsterwalde, de club was actief in de Bezirksklasse. In 1957 promoveerde de club naar de Bezirksliga, de derde klasse in het Oost-Duitse voetbalsysteem. Na een degradatie in 1963 slaagde de club er in 1968 in weer te promoveren. Hoewel de club in 1975 met Harry Stöhr de topschutter van de Bezirksliga in huis had kon hij niet vermijden dat de club dat jaar opnieuw degradeerde. Het duurde tien jaar vooraleer de club weer kon terugkeren, echter was dit eenmalig. In 1988 promoveerde de club opnieuw.
Na de Duitse hereniging namen veel clubs hun vooroorlogse namen weer aan en werd de naam opnieuw SpVgg Finsterwalde. Nadat de Oost-Duitse clubs geïntegreerd werden in de West-Duitse competitie ging de club in de nieuwe Landesliga Brandenburg spelen, toen nog maar de vijfde klasse. In 2000 en 2001 degradeerde de club twee keer op rij en verdween de volgende jaren in de anonimiteit. 